# Ник Колисон
Николас Џон Колисон (енгл. Nicholas John Collison; Оринџ Сити, Ајова, 26. октобар 1980) бивши је амерички кошаркаш. Играо је на позицијама крилног центра и центра.

## Успеси

### Репрезентативни
- Америчко првенство:  2003.
- Светско првенство до 19 година:  1999.
- Светско првенство до 21 године:  2001.